# Interstate 17
Interstate 17 (afgekort I-17) is een Interstate Highway in de Verenigde Staten. De snelweg loopt slechts door één staat: Arizona. De I-17 begint in Phoenix en eindigt in Flagstaff. De weg wordt ook wel Black Canyon Freeway of Maricopa Freeway genoemd. Aan de I-17 ligt het Nationaal monument Montezuma Castle. 

## Externe link

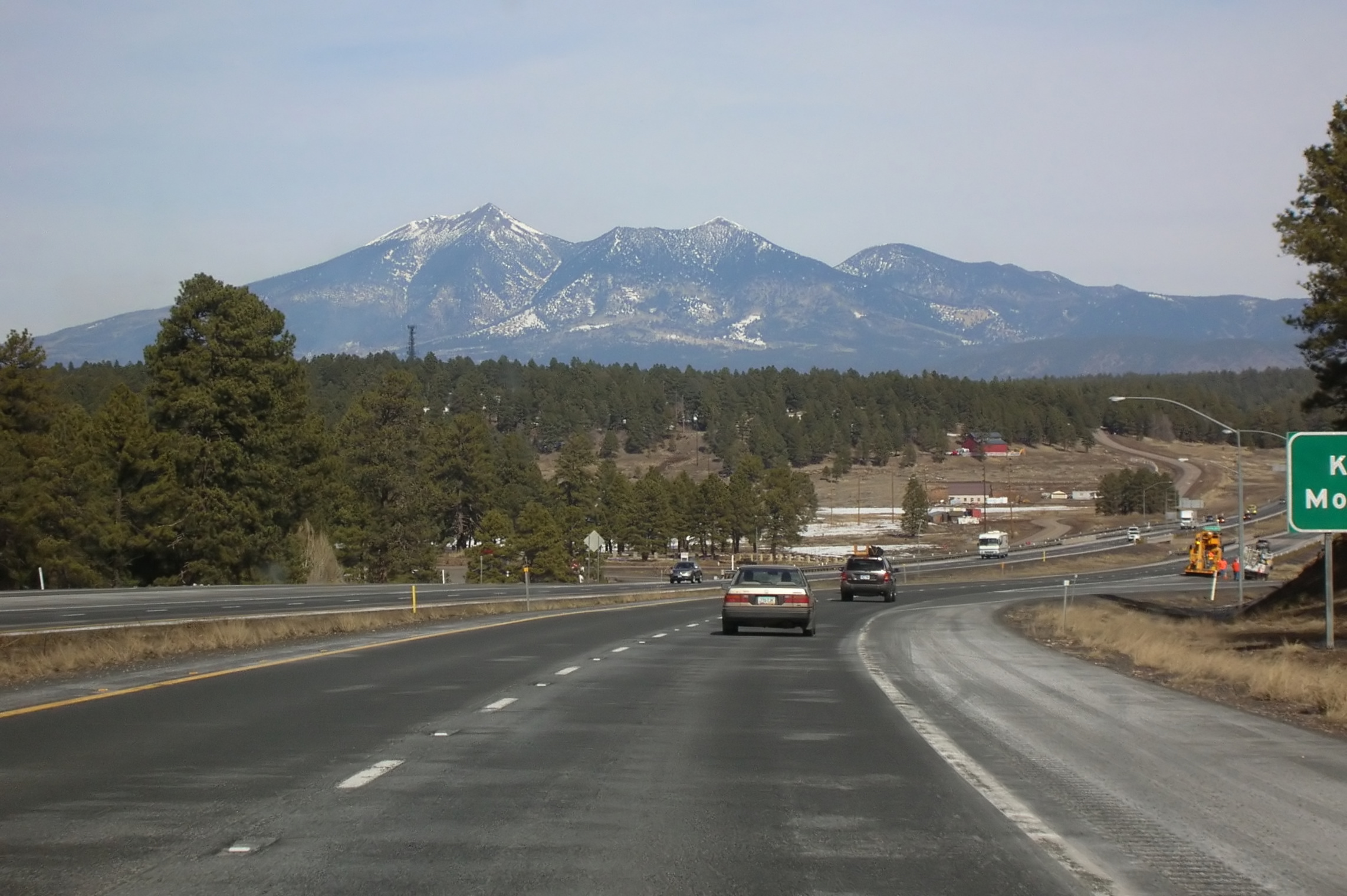
I-17 bij Flagstaff

## Belangrijke steden aan de I-17
Phoenix - Flagstaff